# Chemin de fer Quebec and Lake St-John
Le Quebec and Lake St-John Railway est un chemin de fer du Canada qui relie la ville de Québec à Roberval sur le lac Saint-Jean. Le Chemin de Fer de Québec et du Lac St-Jean est le premier à être construit sur la rive nord du fleuve Saint-Laurent, en 1869. La voie ferrée, longue de 299 km, atteint Roberval en 1888 pour permettre la colonisation de la région; ce qui favorisa la création de nombreux clubs de chasse et pêche tout le long du trajet parsemé de lacs dans une région entièrement forestière. En 1918, la voie ferrée est intégrée au Canadian National Railway.

## Quebec and Gosford Railway

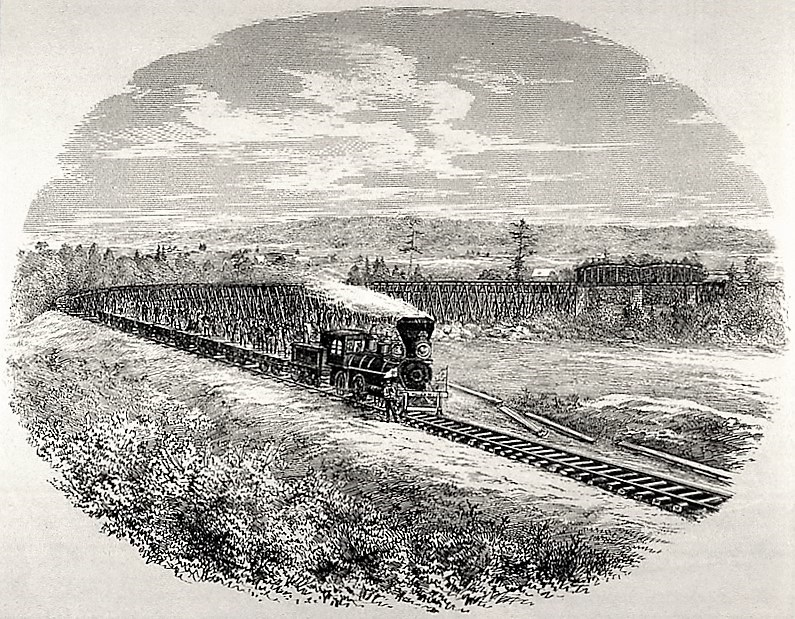
Pont de 1870, côté nord de la rivière Jacques-Cartier à Shannon.

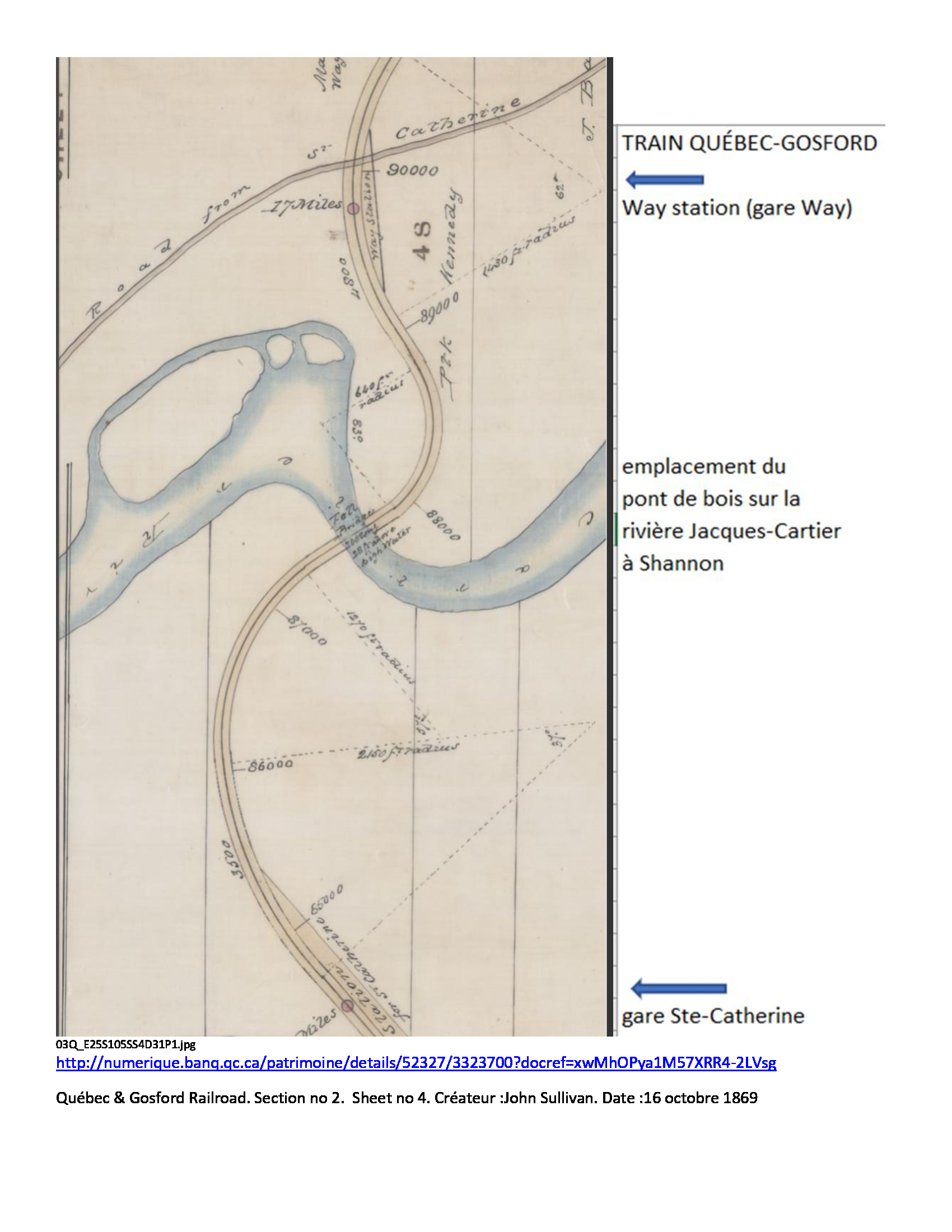
Plan original de la voie à Shannon.

En 1869, la compagnie Quebec and Gosford Railway (QGR), dont le président est Henri-Gustave Joly, construit un chemin à lisses de bois de 41 km qui relie Saint-Malo (près de la rue Taillon) en banlieue de la ville de Québec, au lac à l'Isle, canton de Gosford (comté de Portneuf), via Loretteville (le lac est situé au nord du lac Saint-Joseph, à l'extrémité de l'actuelle route Gosford et du chemin Lumber). Les coûts de construction sont de 140 000 $ dont 48 171 $ sont assumés par le gouvernement de la province de Québec. La voie sert principalement à fournir la ville de Québec en bois de chauffage et en écorce de pruche, source de tanin pour l’industrie du cuir.
Les lisses en érable mesurent 14' de long par 7" de haut et 4" de large (4,27 m x 177,8 mm x 101,6 mm); elles sont fixées par deux coins bout à bout dans des entailles taillées dans de grosses traverses de 12' de long et espacées de 15" (3,66 m/ 381 mm); la distance entre les rails est de 4 pi. 8½ po. (1435 mm). À Shannon, la rivière Jacques-Cartier est d’une largeur de 61 m et le QGR doit construire un pont en bois d'une capacité de 19,1 tonnes, il a une hauteur de 22 m et est prolongé par une structure à chevalet s’étendant sur 381 m du côté nord de la rivière (le pont de bois était situé environ 40 m à l'Est du pont actuel de 1879 afin d'utiliser un îlot rocheux pour construire un pilier central). L’inauguration a lieu le 26 novembre 1870. Le 24 décembre 1870, le nom du QGR est changé pour le Quebec and Lake St-John Railway (QLSJR). À Loretteville, la pente est de 47 m au km. Mais le chemin à lisses de bois ne résiste pas à la pluie ni à l’hiver, le prix du bois de chauffage n’est pas concurrentiel et la voie ne donne pas accès au port de Québec situé au centre-ville. La compagnie cesse ses opérations en 1874.

## Quebec and Lake St-John Railway(QLSJR)
En 1874, le QLSJR est réorganisé par un groupe d'homme d'affaires dont James Guthrie Scott et Horace Jansen Beemer, un entrepreneur américain impliqué dans de nombreux projets ferroviaires au Canada;  en 1875, le groupe obtient l’autorisation gouvernementale pour prolonger la ligne jusqu’au lac Saint-Jean . 
Le parcours est étudié longuement par le gouvernement du Québec. Pendant l'hiver de 1870, l'arpenteur Eugène Casgrain localise un tracé pour prolonger la voie du Québec-Gosford de la rivière Jacques-Cartier à la rivière Ste-Anne (St-Raymond) pour rejoindre, au nord du sommet des montagnes Laurentides, la vallée de la rivière Metabetchouan qui mène au lac St-Jean ; en 1873, l'arpenteur John Sullivan confirme le trajet. Se fiant à des gens familiers avec les Laurentides, l'Honorable J. C. Langelier suggère d'explorer un trajet plus à l'Ouest, le long de la rivière Batiscan, avec moins d'élévation et qui traverse des terres fertiles dont celles de St-Raymond et du lac Édouard, ainsi que des forêts où les bois sont propres à l'exportation. En 1874, le rapport de l'arpenteur P. H. Dumais confirme les informations de Langelier et propose le tracé qui sera retenu bien qu'il soit plus long de 20 milles ; ce tracé passe par St-Raymond, Rivière-à-Pierre, la rivière Batiscan, le lac Édouard et la rivière Ouiatchouan. Le rapport mentionne déjà la possibilité de rejoindre facilement la rivière St-Maurice à La Tuque via la rivière La Jeannotte.

Le trajet du QGR de Saint-Malo à Loretteville sera remplacé par celui de Hedleyville (Vieux-Limoilou) à Loretteville via la pente plus douce de Charlesbourg pour desservir cet important village. En 1879, le pont ferroviaire de Shannon est reconstruit à l'ouest du pont de bois de 1869 (en ligne avec le chemin Gosford actuel ce qui permet d'atténuer les 3 courbes visibles sur le plan original ci-dessus), et le trajet du QGR , au nord de la rivière Jacques-Cartier,  est dévié vers l'ouest: Duchesnay (sud du lac Saint-Joseph), lac Sergent, Bourg-Louis et Saint-Raymond. La construction de la voie ferrée commence en 1880.

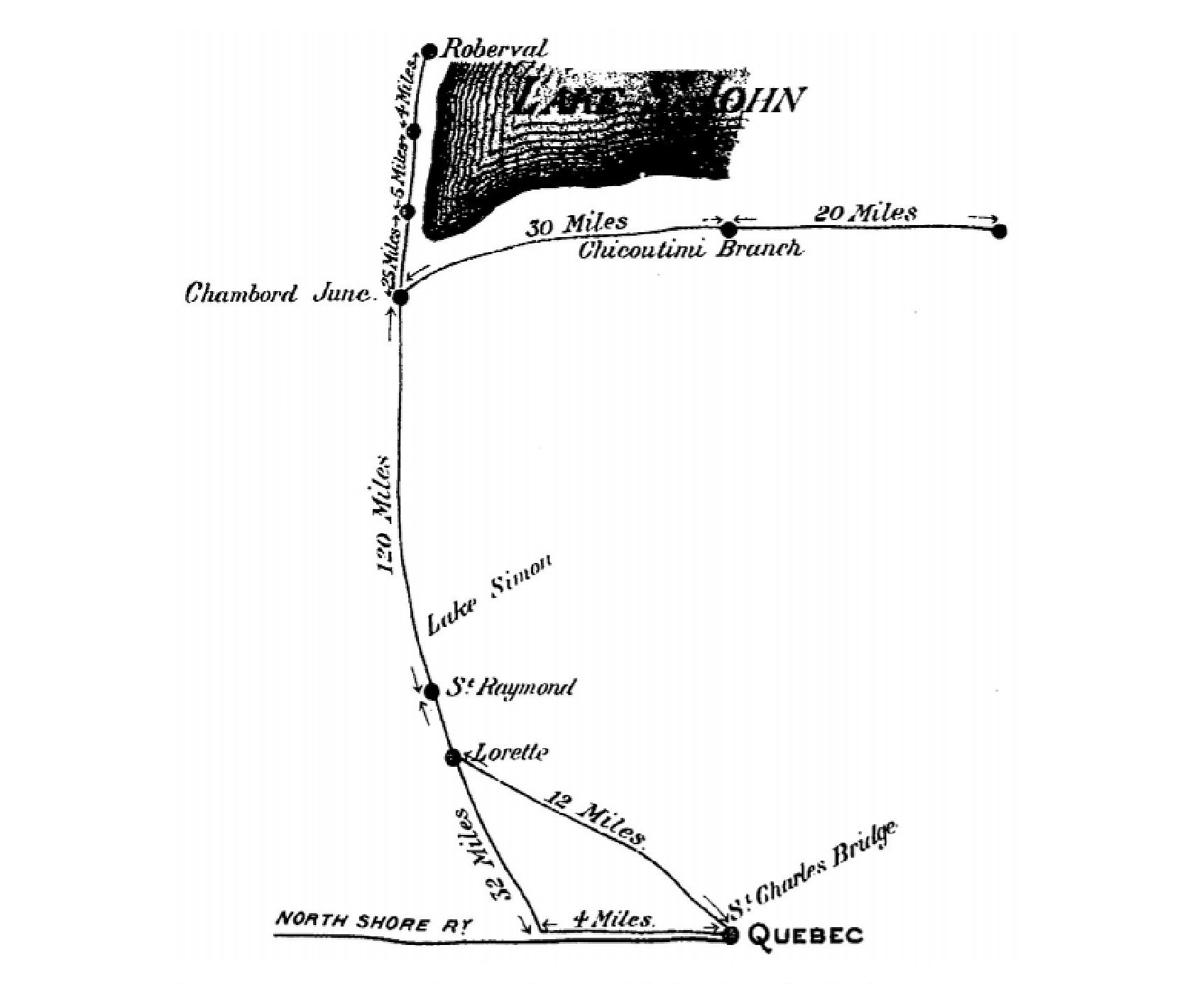
Trajet via le North Shore Railway 1883-07-10
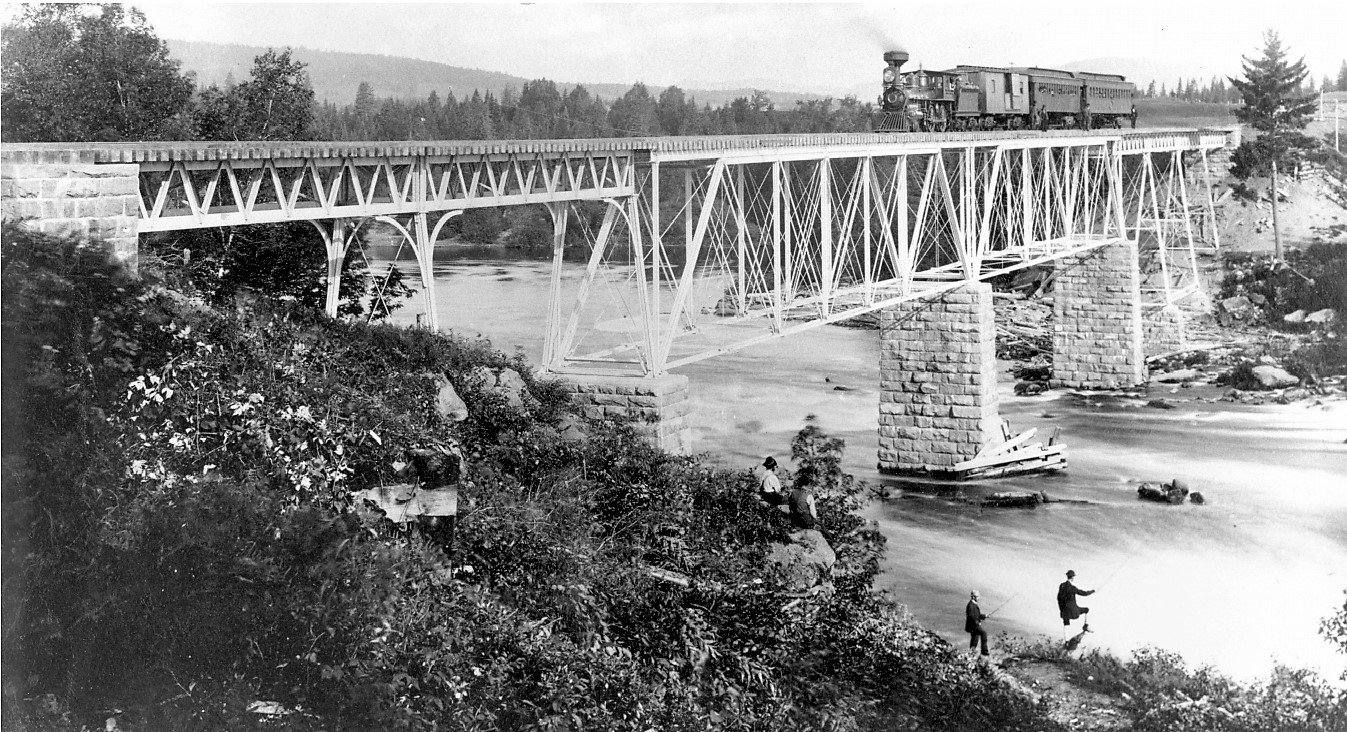
Pont de la rivière Jacques-Cartier de 1879
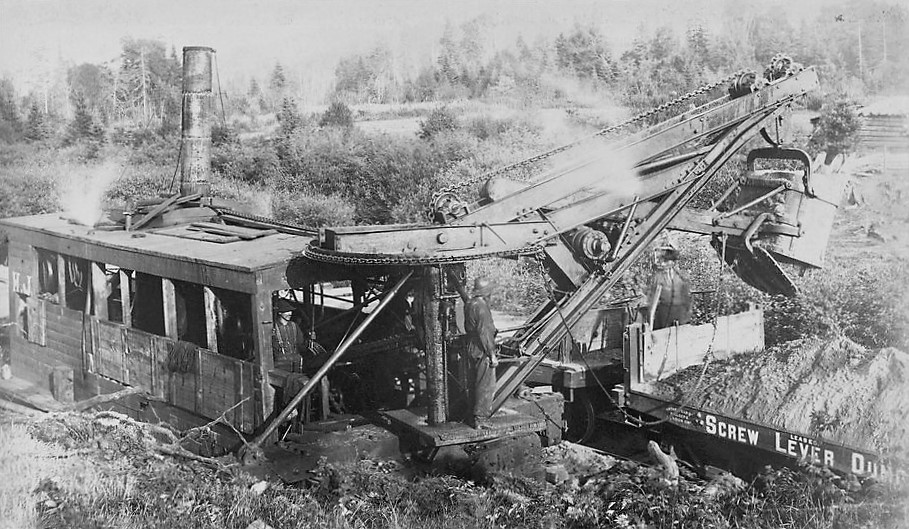
Pelle à vapeur chargeant de la terre sur un wagon basculant.
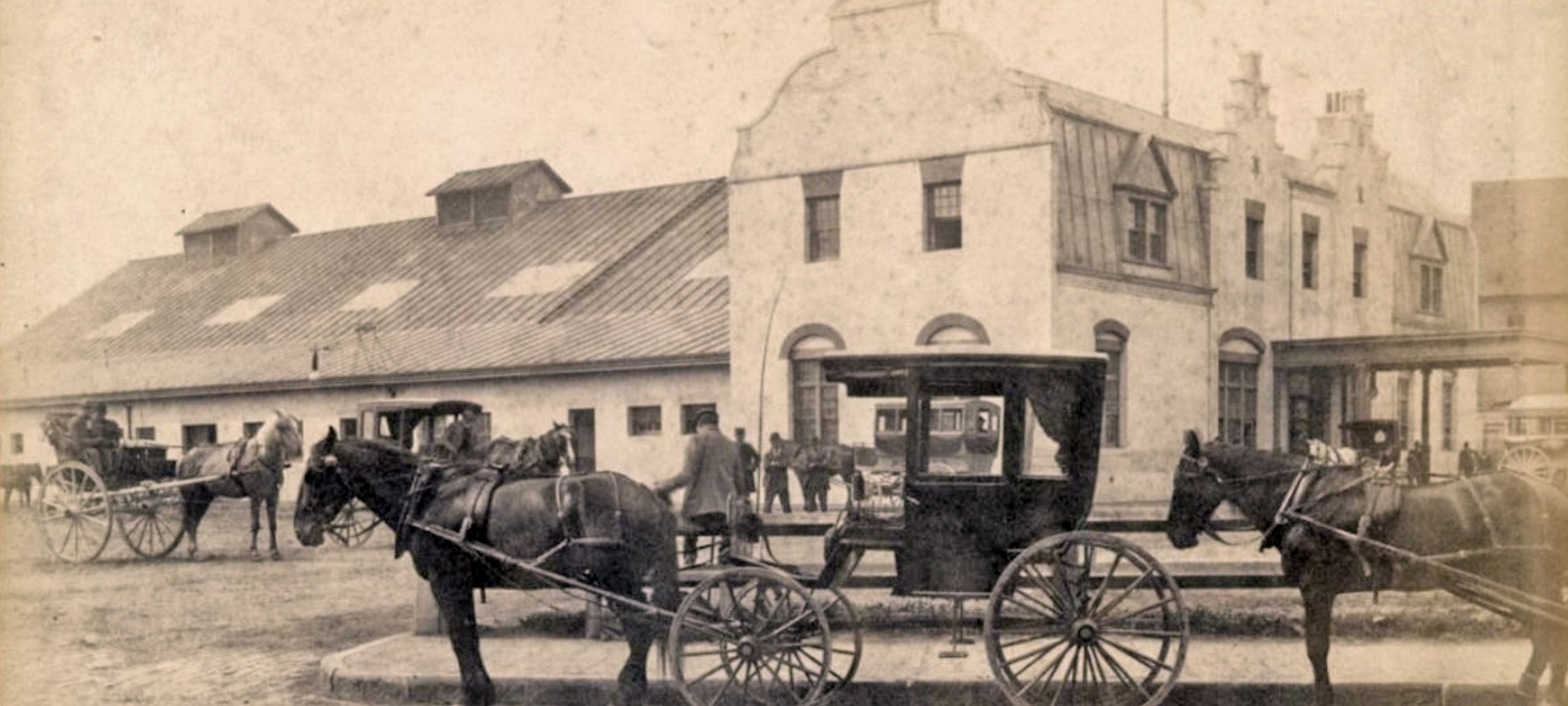
Gare du Palais vers 1876
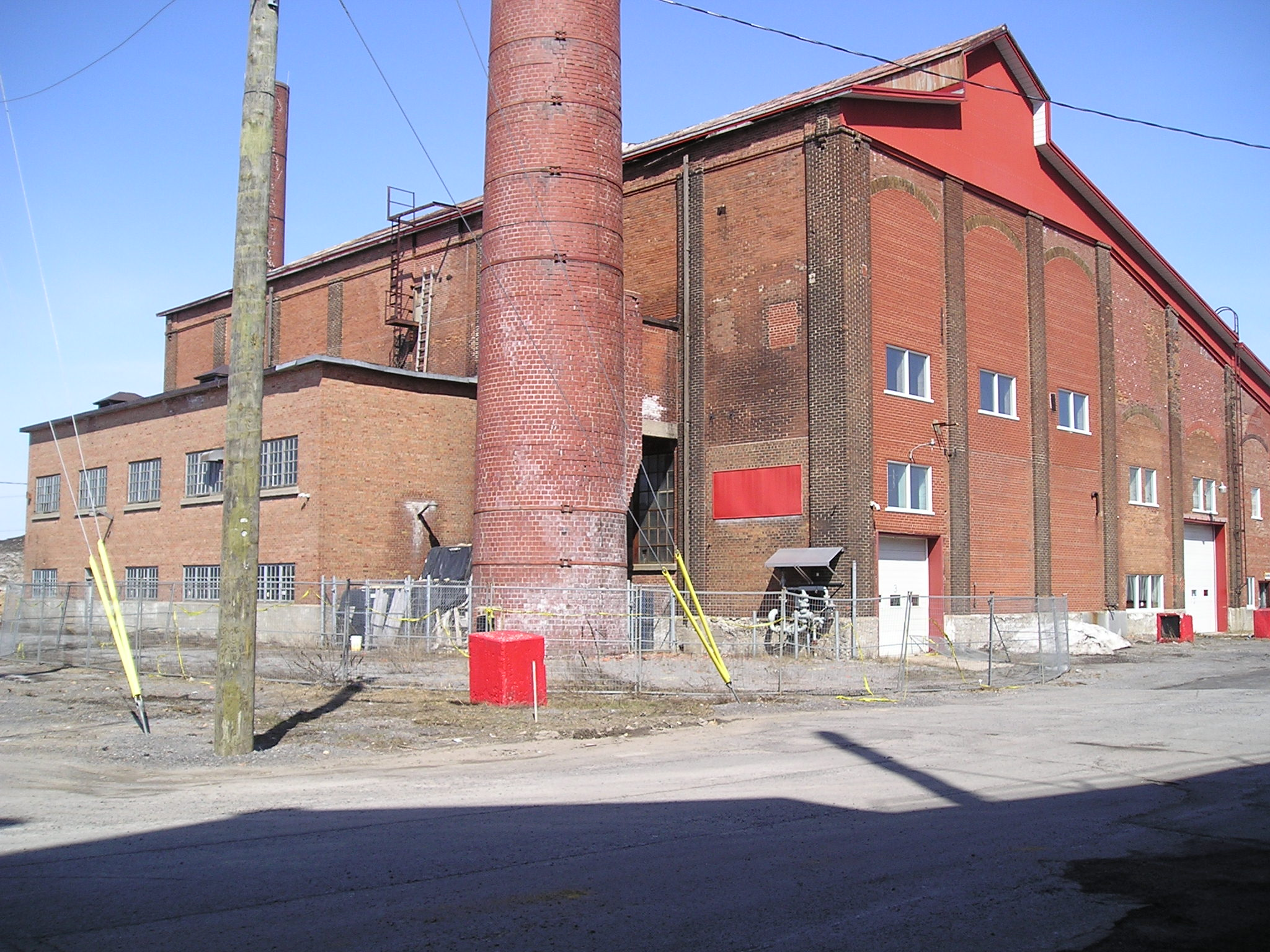
Atelier original de St-Malo (Québec)
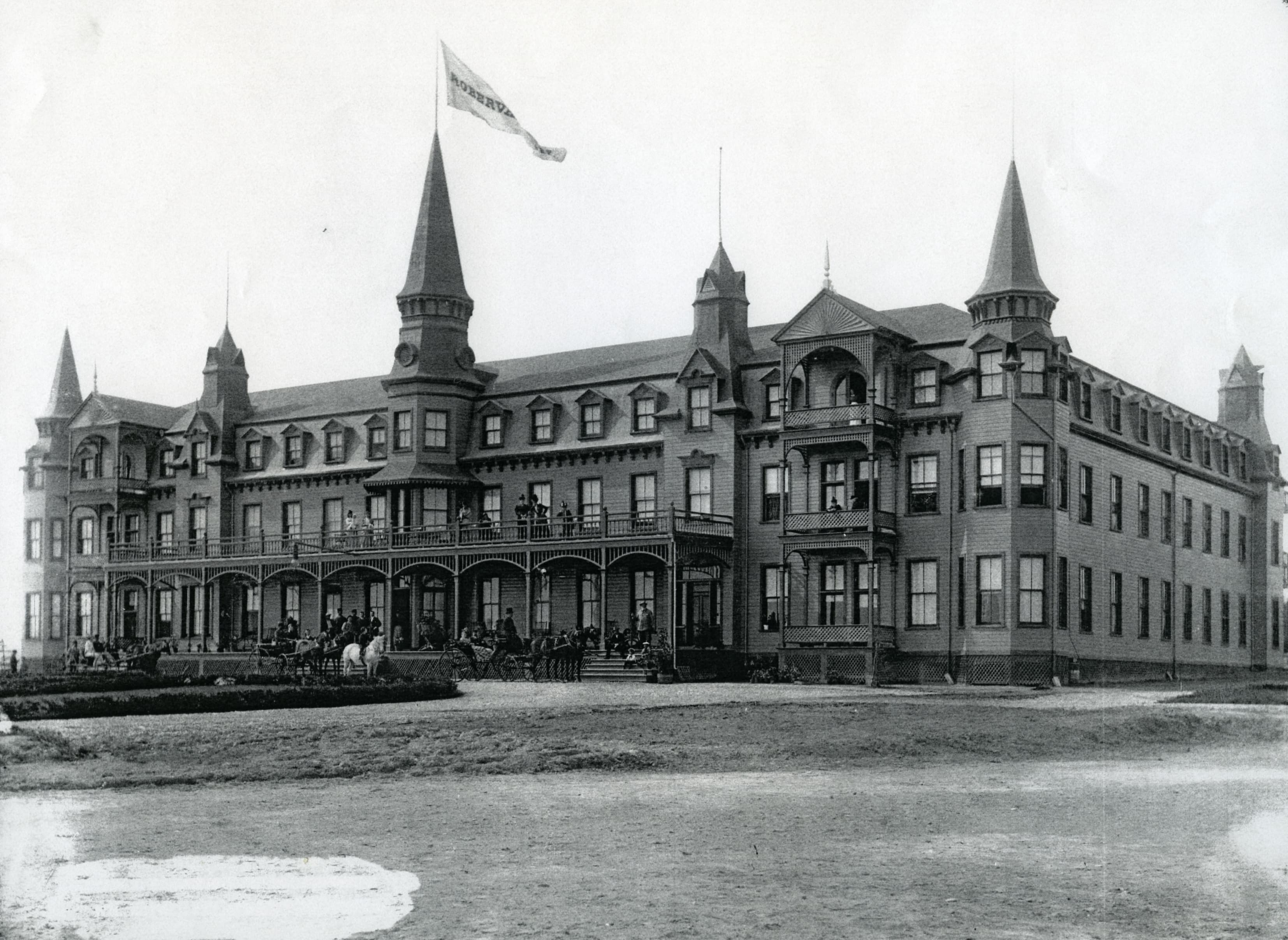
Hôtel Roberval vers 1895
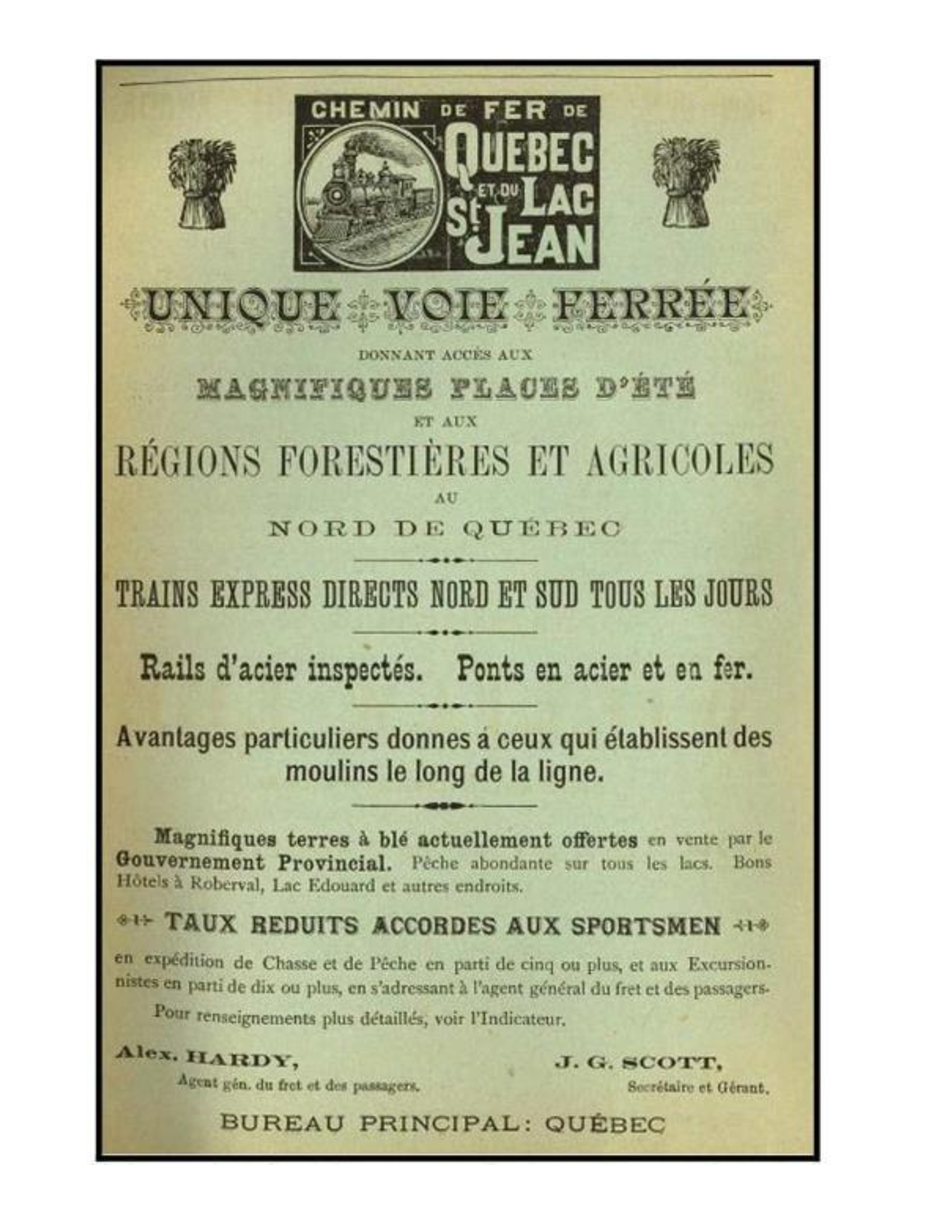
Publicité 1890
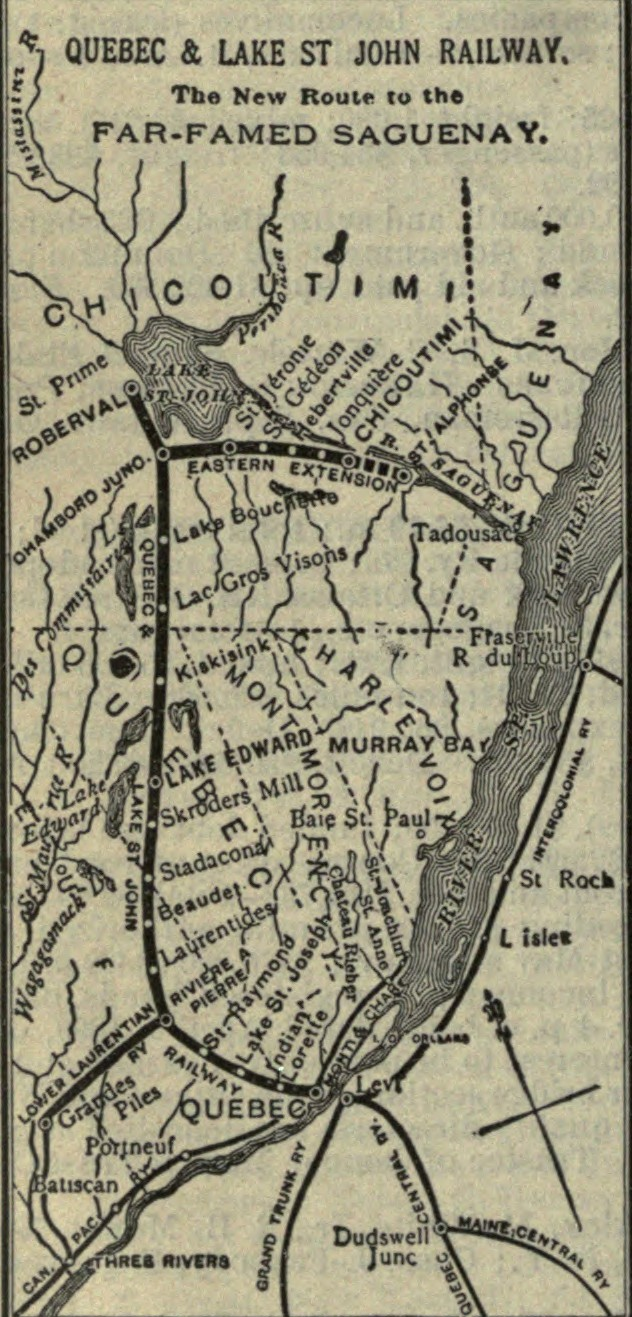
Carte de 1901
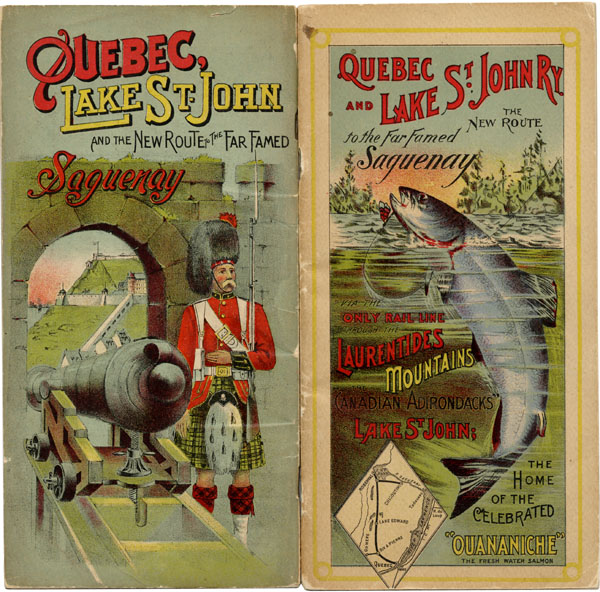
Dépliant 1906

Pour hâter la mise en service, tout en évitant de traverser deux fois la rivière Saint-Charles, l'ancien trajet du QGR, (10,5 miles/17 km) situé à l'ouest de la vallée de la rivière Saint-Charles,  est utilisé temporairement ainsi que la première gare du Palais, près du port de Québec:  le départ se fait de la gare du Palais en utilisant la nouvelle voie ferrée du 'Quebec, Montreal, Ottawa and Occidental Railway' jusqu'à la "junction" du QGR  située à 4 milles à l'ouest. De la jonction, la voie se dirige vers le nord-ouest jusqu'à White-house (Loretteville; ce trajet suit approximativement la rue l'Ormière-Masson) puis se dirige vers Shannon sur le tracé de l'autoroute Henri IV actuelle. Vers la même période, le QLSJR construit un atelier de réparation dans Saint-Malo près de la voie du QMO&OR qui sera vendue au Canadien Pacifique (CPR) en 1885, lequel imposera des frais d'utilisation très élevés pour la section de 4 milles (6,44 km).

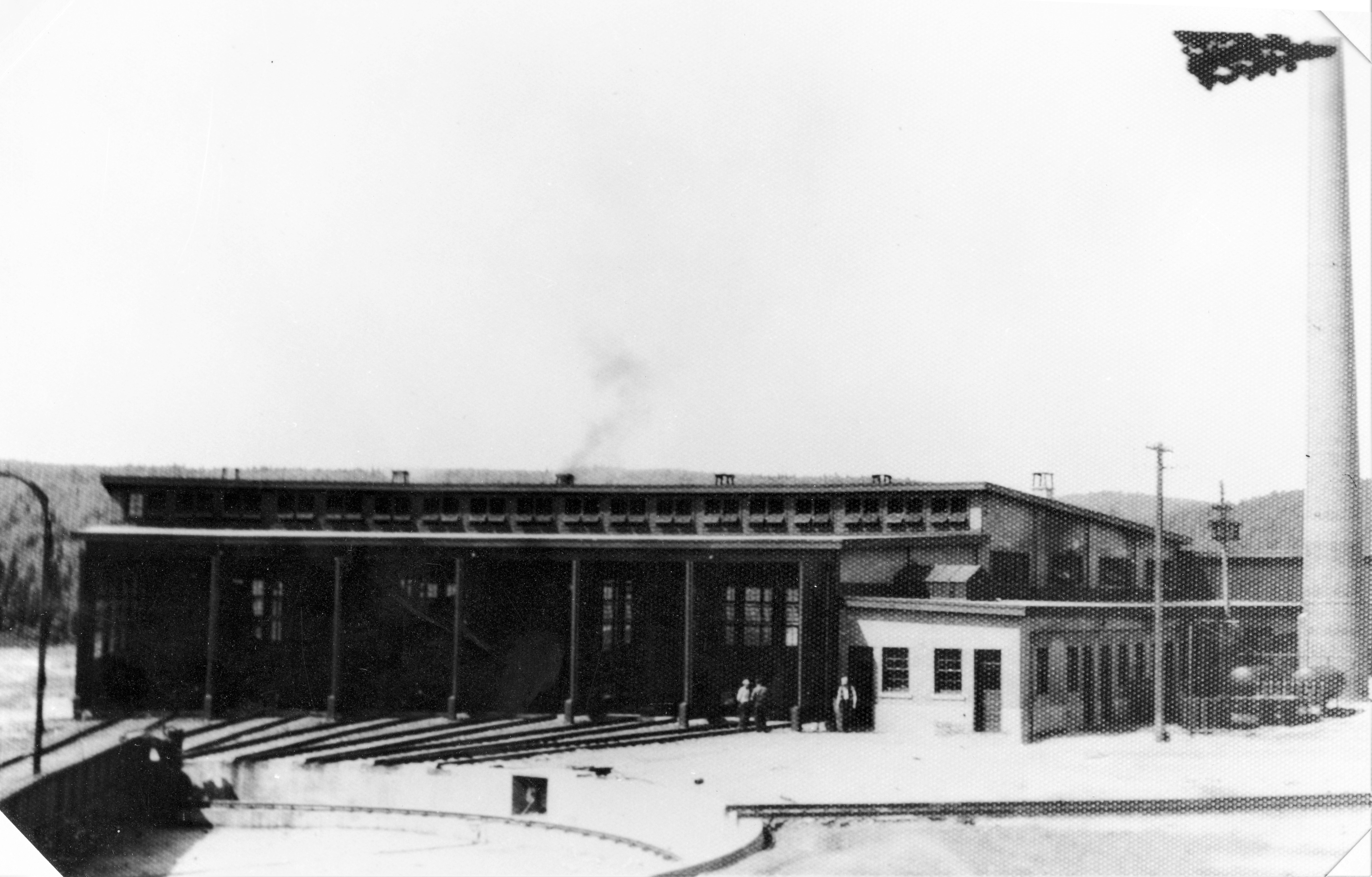
Rotonde du Lac-Édouard vers 1886.

Le chemin de fer atteint Saint-Raymond le 1er juin 1881 (58 km). En juillet 1883, la « Quebec and Lake St John Lumbering and Trading Company » confie à l’entrepreneur Horace Jansen Beemer la construction des derniers 217 km. La voie atteint le lac Édouard en 1886 et Roberval au lac Saint-Jean en 1888.  Une gare avec télégraphe, un dortoir, une cour de triage, un château-d'eau, une chute à charbon et un atelier de réparation pour locomotive à vapeur sont construits près du lac Édouard (Québec) à 179 km de Québec (ville), soit à mi-chemin du lac St‑Jean; les six baies de service de l'atelier semi-circulaire (la "rotonde") peuvent recevoir les locomotives grâce aux rails disposés en éventail vis-à-vis d'un pont tournant. L'atelier fermera en 1954 avec l'arrivée des locomotives diesel et sera converti en scierie en 1960 par les Entreprises Giguère. C’est Beemer qui fait construire l’hôtel Roberval en 1888 (agrandi en 1891 et détruit par un incendie en 1908). 

Quarante-cinq pour cent du coût de construction de 8,7 M$ est assumé par les gouvernements fédéral, provincial et municipal. Le QLSJR encourage le tourisme auprès de la clientèle aisée et, pendant plusieurs années, la page titre de son  horaire dépliant représente sa voie ferrée encadrée par la silhouette d'une ouananiche (saumon d'eau douce du lac Saint-Jean; dépliant de 1906 ci-dessus). Le dépliant de 1894 mentionne que le QLSJR louait du gouvernement du Québec les droits de pêche sur le lac Édouard (Québec) au bénéfice des usagers de la voie ferrée et fournissait tous les services requis (chaloupes, guides, etc.) via le gérant de l'hôtel "Laurentides House" situé près de la gare.

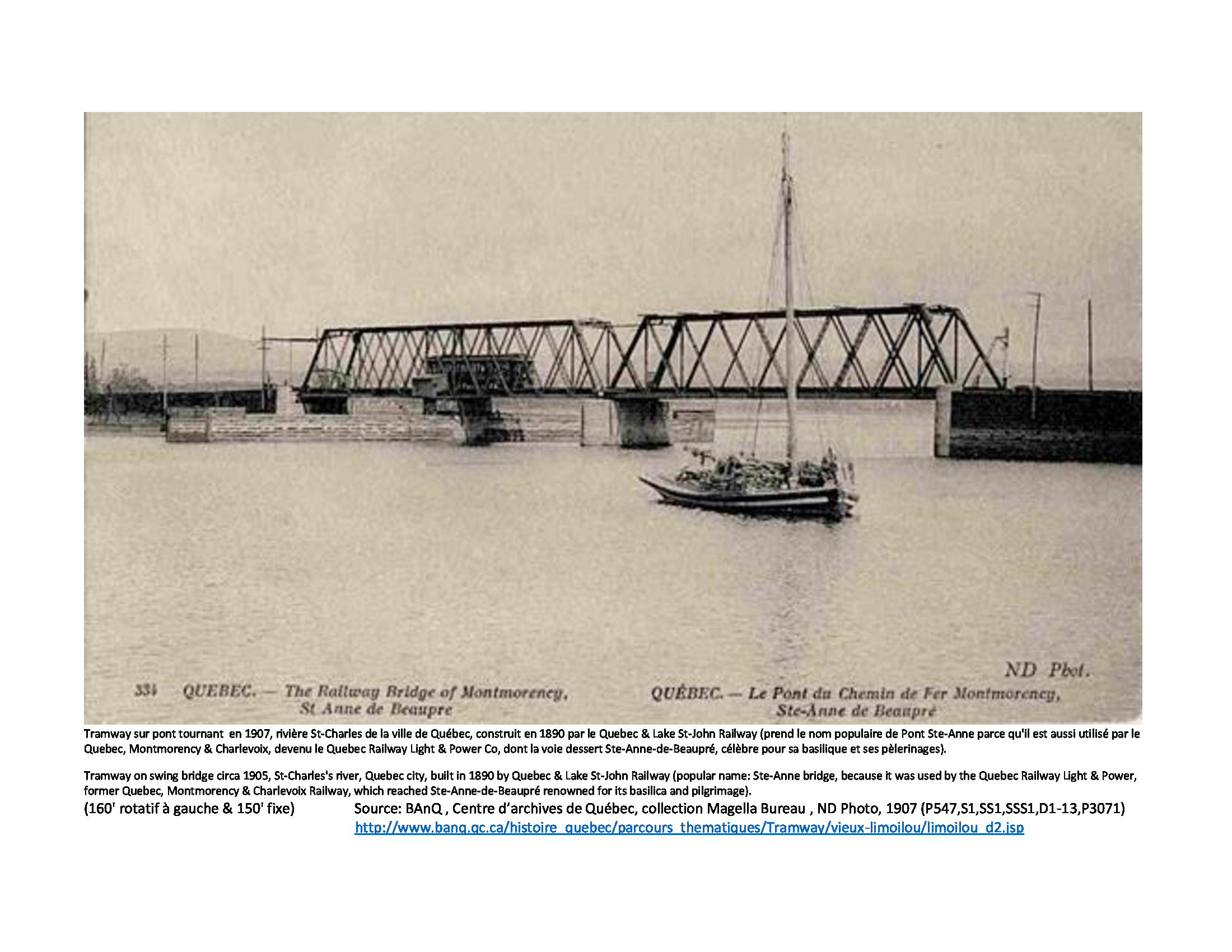
Pont ferroviaire tournant sur la rivière St-Charles.
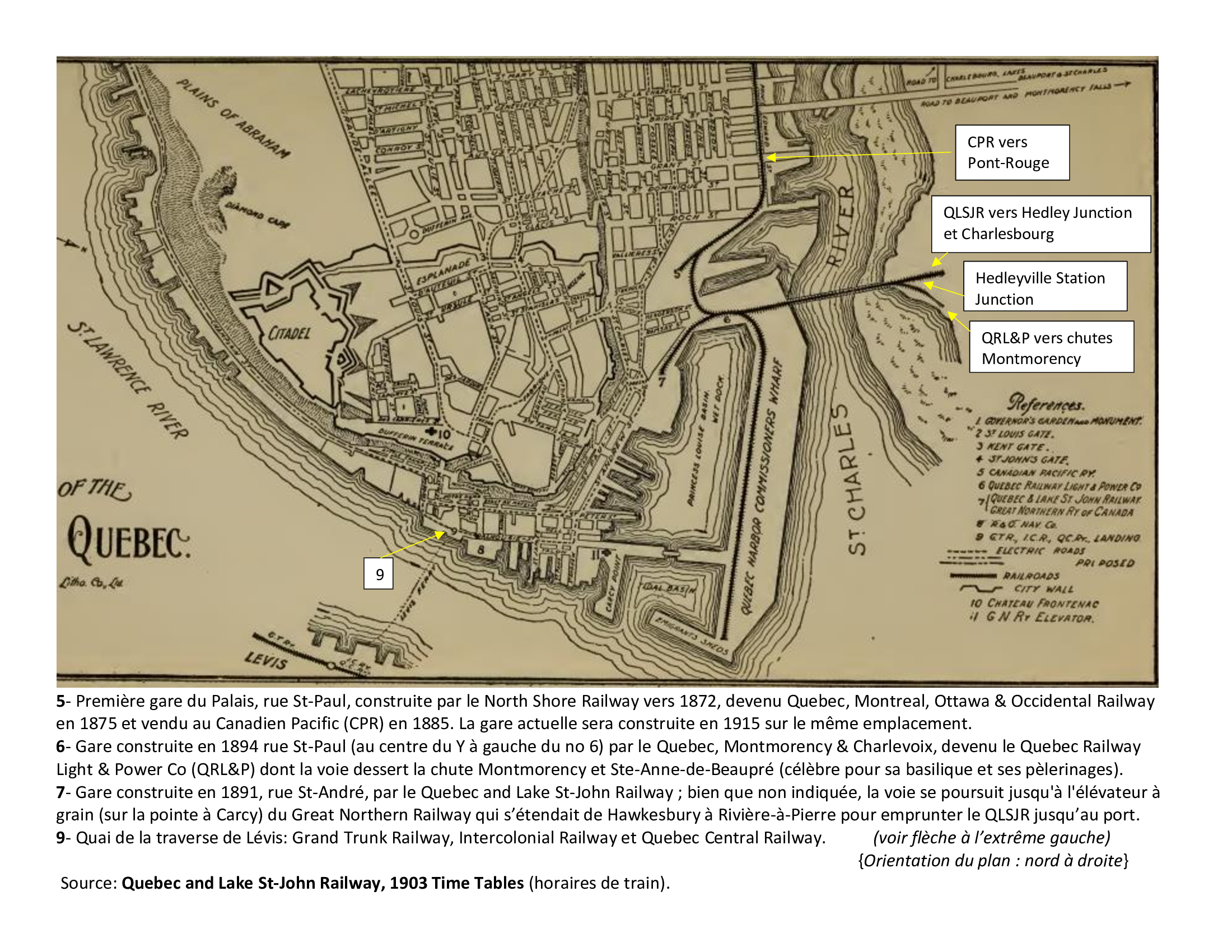
Cartes des 3 gares à proximité.
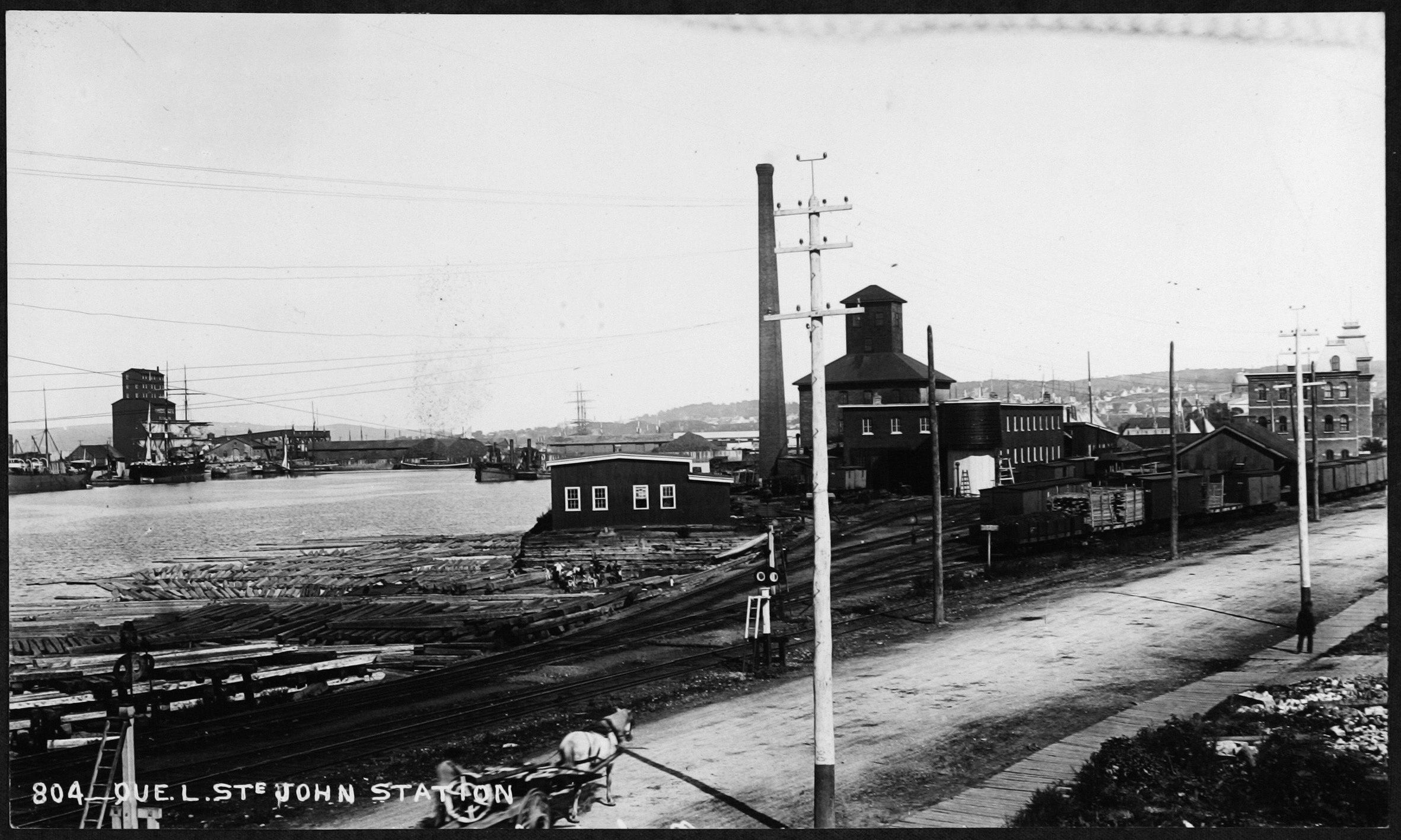
Atelier et gare du QLSJR construits en 1891 près du port de Québec.
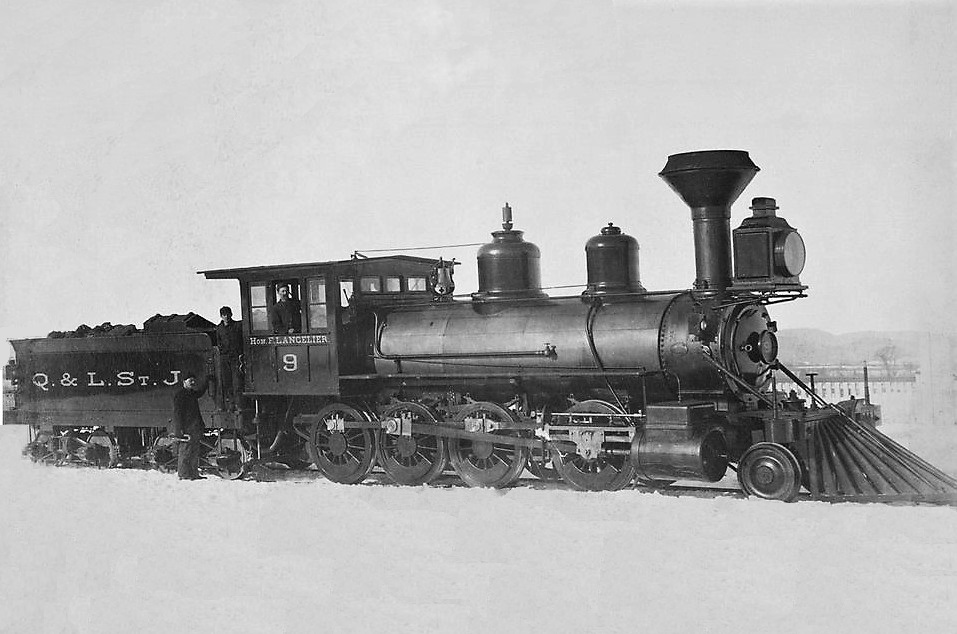
Locomotive nommée d'après l'honorable François Langelier.

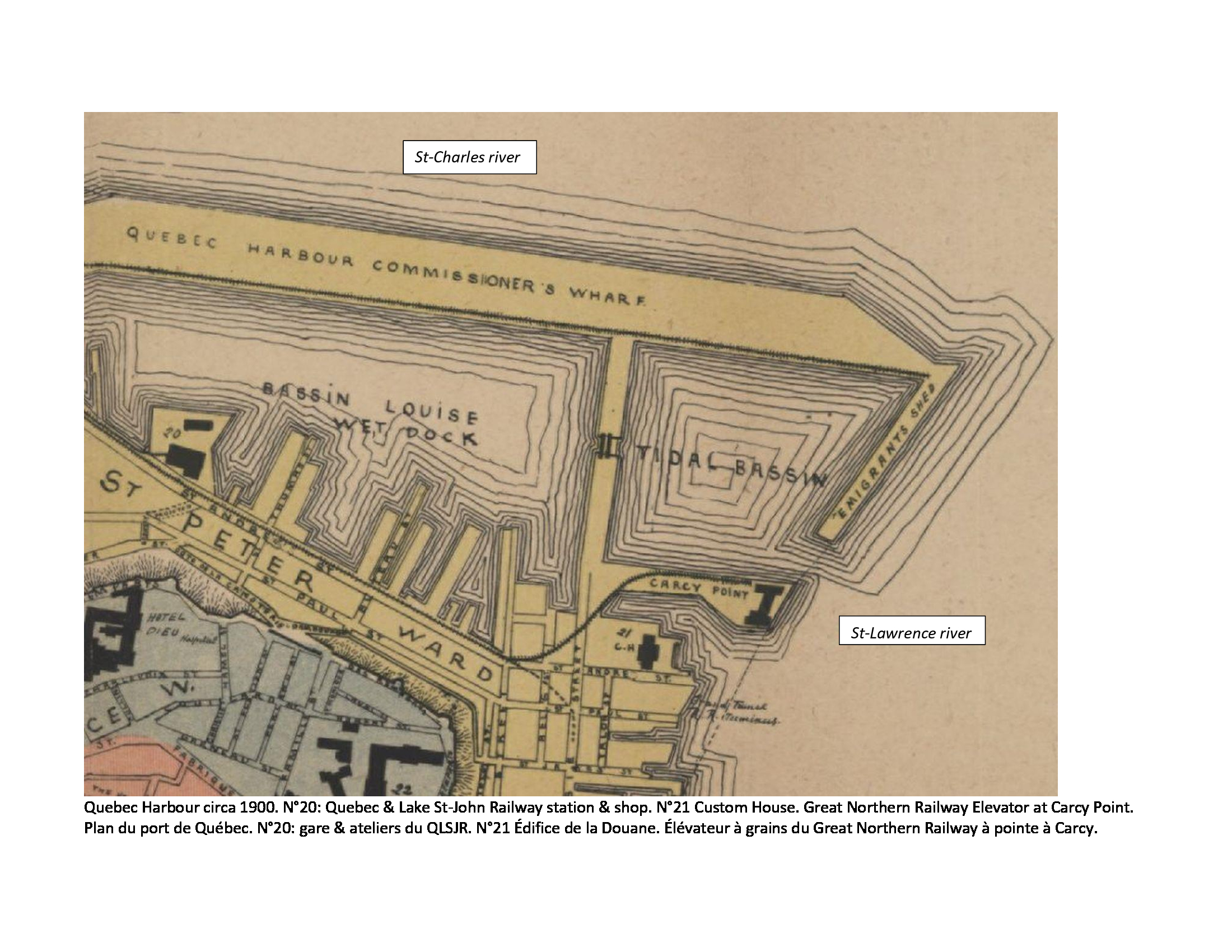
Voie ferrée au port de Québec.

En 1890, le QLSJR reçoit finalement les subventions gouvernementales promises et construit le tronçon de voie (12 miles/19,35 km) entre Loretteville, Charlesbourg et Limoilou, ainsi qu'un pont tournant sur la rivière Saint-Charles à Québec pour rejoindre directement la première gare du Palais). Le pont tournant prendra le nom populaire de pont Sainte-Anne (le chemin de fer du Quebec Montmorency & Charlevoix Railway, QMCR, construit en 1889, relie la gare de Hedleyville à Sainte-Anne-de-Beaupré, célèbre pour sa basilique et ses pèlerinages; la gare est située juste au nord de la rivière Saint-Charles, au point de rencontre des voies du QLSJR par le nord et du QMCR vers l'est).
En 1891, le QLSJR construit une gare de trois étages en maçonnerie rue Saint-André au port de Québec, ainsi qu'un atelier, une cour de triage et une rotonde. Le trajet via Saint-Malo est définitivement remplacé par le nouveau trajet via Hedleyville et Charlesbourg (ses propriétés de St-Malo seront cédées au National Transcontinental Railway). En 1894, le QMCR construit aussi une gare sur la rue Saint-Paul tout à côté.  En 1892, une subdivision est construite entre Chambor et Chicoutimi (75 milles/121 km)(autres villes reliées). En 1895, le QLSJR acquiert le tronçon du Lower Laurentian Railway (Basses Laurentides), construit en 1887 entre la ligne des Piles (reliée à Trois-Rivières, voie du Canadian Pacific Railway, anciennement QMO&O) et Ste-Thècle; il sera intégré au Great Northern Railway of Canada en 1900. La subdivision de Rivière-à-Pierre à Grand-Mère apparaît sur le tracé du dépliant de 1898 alors que précédemment la destination indiquée était La Tuque (subdivision qui ne sera construite qu'en 1907, à partir de Linton). En 1901, le QLSJR construit un nouveau pont à Shannon d'une capacité de 63,6 tonnes, 1km à l'ouest du pont de 1879, afin d'éliminer le grand détour (pont toujours existant en 2019).

## Canadian Northern Railway(CNoR)

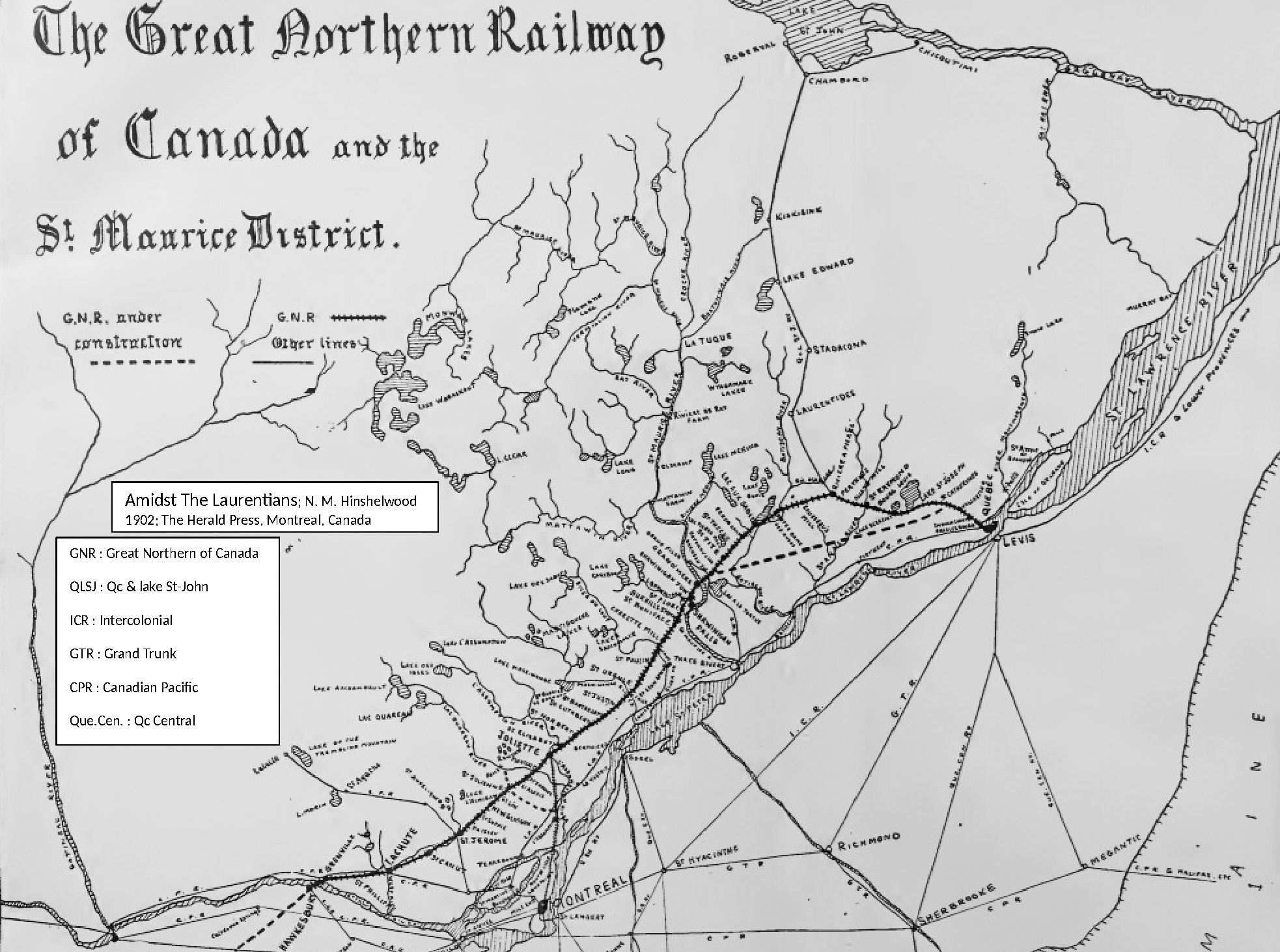
Carte de 1902 des voies ferrées du Québec

En 1903, Mackenzie et Mann font l’acquisition du Great Northern Railway of Canada (le Grand Nord) dont la voie, inaugurée en 1901, s’étend de Hawkesbury en Ontario jusqu’à Rivière à Pierre, via l'ancienne voie du Lower Laurentian Railway, et qui possède deux élévateurs à grain au port de Québec qu'il rejoint par la voie de la QLSJR. En novembre 1906, Sir William Mackenzie et Sir Donald Mann achètent la majorité des parts du QLSJR et réorganisent leurs actifs québécois sous le nom de Canadian Northern Quebec Railway qui sera plutôt connu sous le nom de la maison mère créée en 1899, le Canadian Northern Railway (CNoR) ; ils deviennent propriétaires du QLSJR en 1914 seulement.  

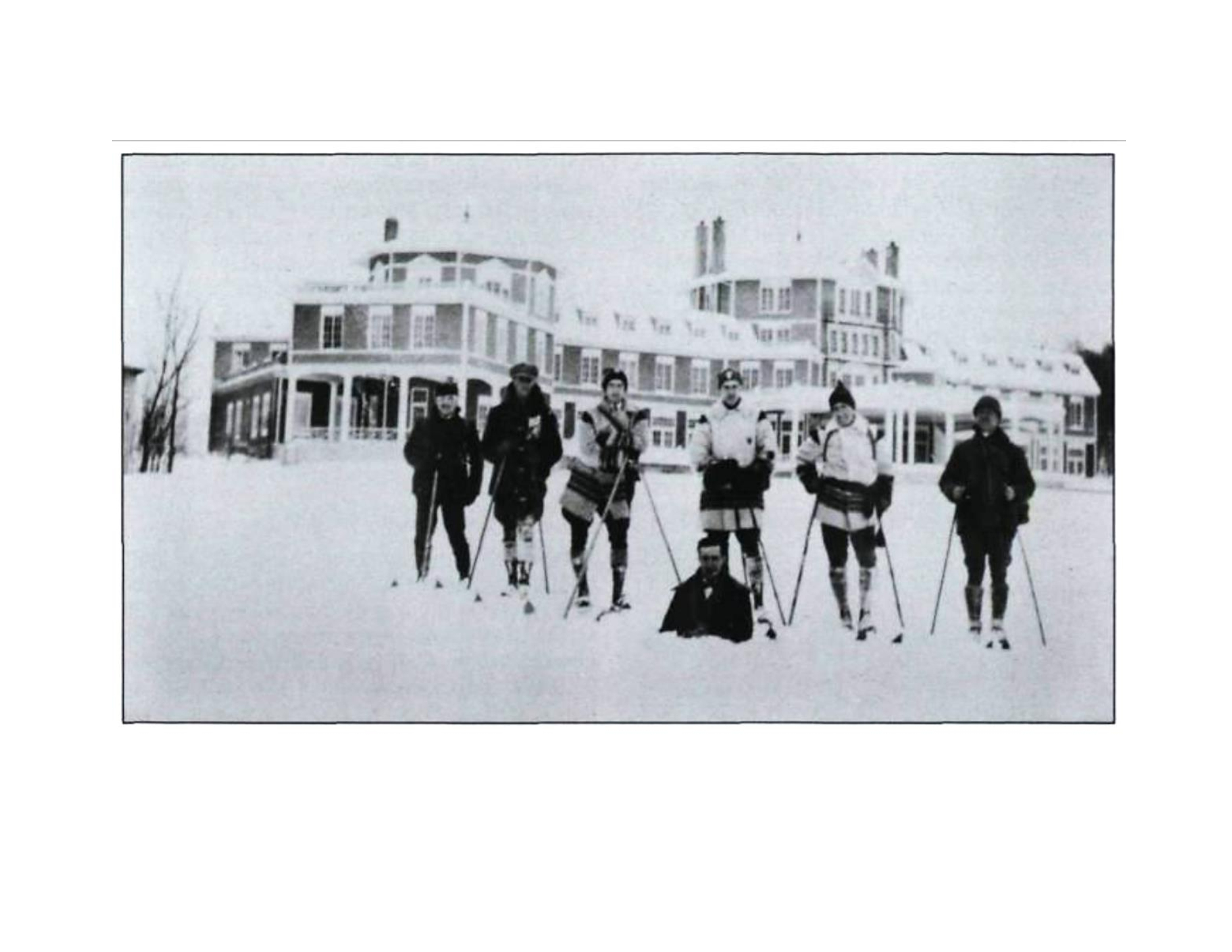
Hôtel lac St-Joseph en 1927.

En 1907, le CNoR s’empresse de terminer la subdivision de 64,4 km entre l'arrêt Linton et la ville de LaTuque pour l’acheminement des matériaux nécessaires à la construction du National Transcontinental Railway(trajet du NTR); la subdivision Linton avait déjà été prévue en 1875 dans le prospectus du QLSJR qui a commencé les travaux vers 1905 (elle est abandonnée le 27 février 1921 et est complètement démantelée en 1949). Le tronçon de 13 km entre Sainte-Catherine, Valcartier et Clarks, est construit en 1907. En 1909, le CNoR ouvre une voie directe de Garneau Junction à Québec via Saint-Stanislas; Garneau Junction, au nord de Grand-Mère,  devient le point de croisement principal des différentes voies achetées au Québec par le CNoR : à l’est vers Québec, au nord-est vers le lac Saint-Jean, au sud vers Cap-de-la-Madeleine (Trois-Rivières) et à l’ouest vers Montréal et Ottawa. Le 2 août 1909, le CNoR achète l’hôtel du lac Saint-Joseph, de 90 chambres, construit en 1905 par la « Lake St.Joseph Hotel Company » (détruit par un incendie, le 2 juillet 1928). Vers 1912, un tronçon de 10 milles (16,1 km) est construit entre Loretteville et Stoneham (fermé en 1938). Préoccupée davantage par son réseau transcanadien, le CNoR néglige le trajet du QLSJR et diminue la réclame publicitaire. En 1915, le CPR construit la nouvelle gare du Palais de Québec  (toujours existante), à l’emplacement de la première. Cette nouvelle gare est partagée avec le National Transcontinental Railway mais le CNoR conserve la gare du QLSJR, au carré Parent, que son successeur, le CNR, utilisera jusqu'au 1 novembre 1929 quand tous ses services de passagers seront concentrés à la gare du Palais. 

## Canadian National Railways(CNR)

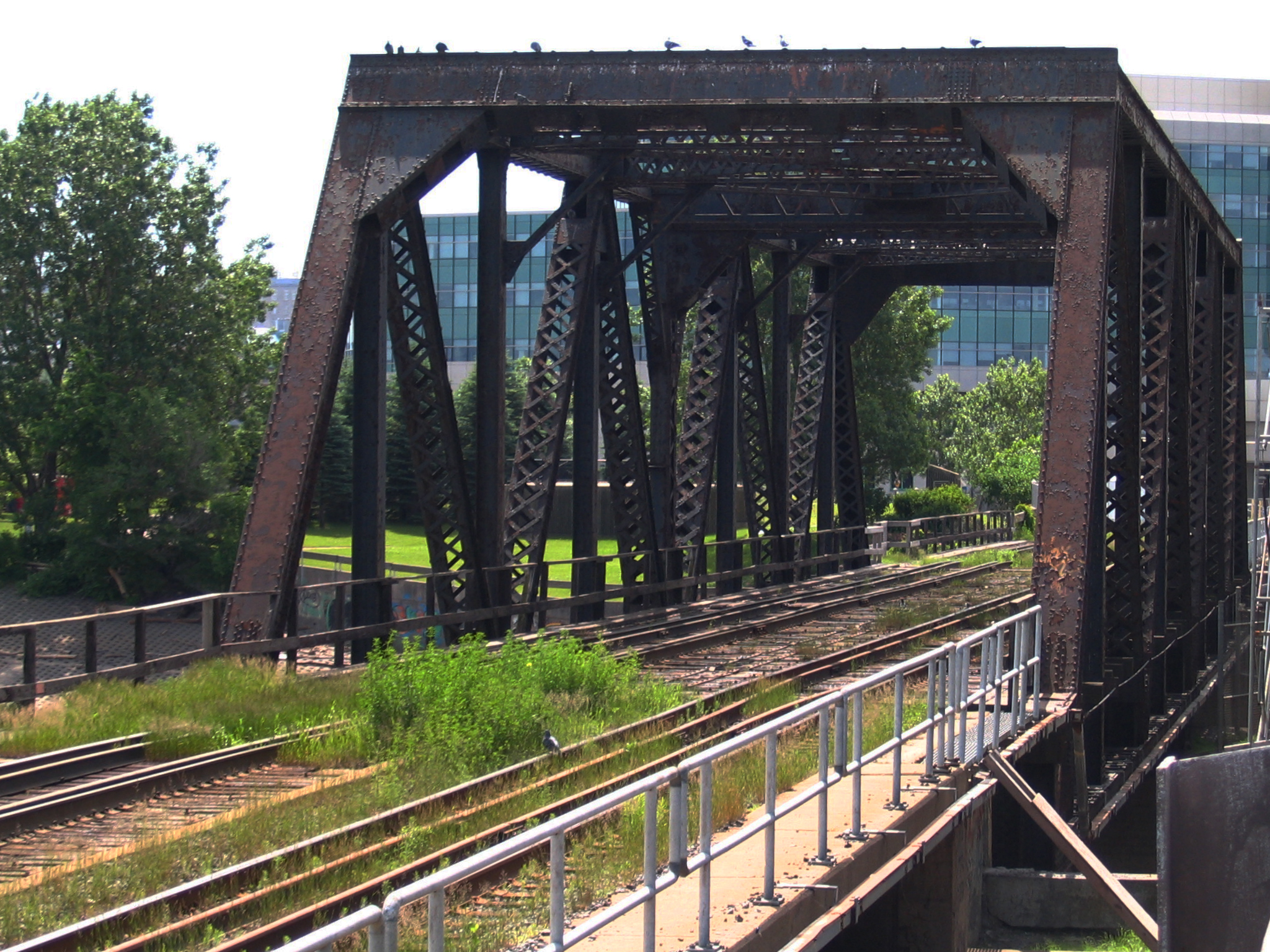
Pont actuel de la rivière Saint-Charles, construit en 1919.

En 1917, le CNoR est en difficultés financières. Il se voit nationalisé par le gouvernement fédéral du Canada le 6 septembre 1918. En 1918, le QLSJR est officiellement intégré au chemin de fer Canadian National Railways, créé par le gouvernement pour rationaliser les compagnies en difficultés; dès 1920, le CNR regroupera le CNoR, l'Intercolonial,  le Grand Trunk Railway et le Grand Trunk Pacific(ce n'est qu'en juin 1956 que 17 compagnies seront fusionnées sous le nom de CNR). En 1919, le CNR reconstruit le pont ferroviaire de la rivière Saint-Charles; ce pont existe toujours. En 1976, la gare du Palais est fermée et les voies ferrées à proximité sont supprimées; le CPR construit une gare rue Saint-Sacrement 4,8 km plus à l'ouest et le CNR choisit d'utiliser sa gare de Sainte-Foy à 14,5 km du centre-ville.
Le 2 décembre 1979, après la création de Via Rail, le service passager est concentré à la gare de Sainte-Foy. Le 8 novembre 1985, la gare du Palais est de nouveau réutilisée après une rénovation au coût de 28 millions et n'est accessible que par la section Allenby/Hedley-Junction construite sur la rive nord de la rivière Saint-Charles par le CNoR. Le tronçon Saint-Raymond-Rivière-à-Pierre (35,6 km) est abandonné en 1989, celui de Valcartier à Saint-Raymond (29 km) en 1995 et celui de Limoilou à Valcartier (26 km) en 1997; ces tronçons sont devenus une piste cyclable (le corridor des Cheminots) entre Québec et Rivière-à-Pierre. La voie de Montréal au lac Saint-Jean utilise encore le trajet du Great Northern de Montréal à Rivière-à-Pierre via Joliette (la voie principale de Hawkesbury à Joliette a été démantelée), puis la voie du QLSJR à partir de Rivière-à-Pierre. Québec est toujours reliée à cette voie via un amalgame des voies du CNoR et du NTR qui mène à Hervey Junction.